# Kastanjeryggig myrtörnskata
Kastanjeryggig myrtörnskata (Thamnophilus palliatus) är en fågel i familjen myrfåglar inom ordningen tättingar.

## Utseende och läte
Kastanjeryggig myrtörnskata är en medelstor myrtörnskata med ljust öga och lång stjärt. Ovansidan är kanelbrun, medan den är kraftigt tvärbandad i svart och vitt på ansikte och undersida. Hanen har svart hjässa och huvudtofs tofs, medan honan istället är kanelbrun. Sången är ljudlig och accelererande, och avges ofta i duett.

## Utbredning och systematik
Kastanjeryggig myrtörnskata delas in i fyra underarter med följande utbredning:
- T. p. palliatus – Brasilien söder om Amazonfloden och kustnära nordöstra Brasilien (från Paraíba till norra Bahia)
- T. p. similis – Andernas östlsluttning i centrala Peru (Huánuco och Junín)
- T. p. puncticeps – sydöstra Peru (Cusco och Puno) till norra Bolivia och södra Amazonområdet (Brasilien)
- T. p. vestitus – kustnära östra Brasilien (från södra Bahia till Rio de Janeiro)

## Levnadssätt
Kastanjeryggig myrtörnskata hittas i täta buskrika miljöer, skogsbryn och skogar dominerade av bambu. Den kan också hittas i mindre skogspartier, även i stadsparker.

## Status
Arten har ett stort utbredningsområde och beståndet anses vara stabilt. Internationella naturvårdsunionen IUCN listar den därför som livskraftig (LC).